# Centuriones de Durango
El Club Centuriones de Durango fue un equipo de Fútbol Americano que participa en la Liga AFAS. La mayoría de sus jugadores son exalumnos de los Burros Blancos ITD, aunque también cuentan con jugadores Laguneros. Desde 2017 no tienen actividad, ya que la mayoría de sus miembros pasaron a formar parte del Club Mineros de Durango, que juegan en la Liga Master de la Laguna.

## Historia
En 2005 con nace un equipo con el nombre de Centauros de Durango y participaron en la Liga OMFA Pro hasta el año 2008. 
De 2008 a 2011 participaron en la desaparecida Liga Master de Durango y a partir de ese año regreso a los emparrillados semiprofesionales al unirse en la categoriá libre a la Asociación de Fútbol Americano de Sinaloa.
El equipo ha mostrado buenos resultados hasta la fecha, llegando a semifinales en 2012 las cuales perderían con su odiado rival, el Club Mazatléticos de Guillermo Ruiz Burguete. 
Unos meses después se enfrentarían contra los Halcones de Mazatlán en el Tazón del Carnaval 2013, pero el equipo Mazatleco resultaría victorioso de manera muy cerrada.